# Enrique Regüeiferos
Enrique Regüeiferos Blanco (ur. 15 lipca 1948 w Hawanie, zm. 20 czerwca 2002 w Santiago de Cuba) – kubański bokser kategorii lekkiej i lekkopółśredniej, wicemistrz olimpijski z 1968.
Rozpoczął karierę pięściarską zdobywając w wieku szesnastu lat tytuł mistrza Kuby w wadze piórkowej w 1964. Podczas igrzysk panamerykańskich w 1967 w Winnipeg zdobył złoty medal w wadze lekkiej.
Na letnich igrzyskach olimpijskich w 1968 w Meksyku wystąpił w kategorii lekkopółśredniej i zdobył w niej srebrny medal, przegrywając 2:3 w finale po niezwykle zaciętej walce z obrońcą tytułu Jerzym Kulejem. Na igrzyskach panamerykańskich w 1971 w Cali ponownie zdobył złoty medal, tym razem w wadze lekkopółśredniej.
Na letnich igrzyskach olimpijskich w 1972 w Monachium Regüeiferos wystąpił w wadze lekkiej. Zrzucanie wagi wpłynęło jednak niekorzystnie na jego dyspozycję i przegrał swoją pierwszą walkę z Peterem Hessem z RFN. Na pierwszych mistrzostwach świata w 1974 w Hawanie startował w wadze lekkopółśredniej, ale niespodziewanie przegrał pierwszą walkę przez nokaut w 3. rundzie. Wkrótce potem zakończył karierę.
Regüeiferos był mistrzem Kuby w 1964 w wadze piórkowej, w latach 1966-1968 w wadze lekkiej i w 1972 w wadze półśredniej. Zwyciężał w prestiżowym turnieju Giraldo Córdova Cardín w latach 1968, 1969, 1970, 1971 i 1974 w wadze lekkopółśredniej oraz w 1972 w wadze lekkiej.
Zmarł 20 czerwca 2002 po długiej chorobie. Pochowany został dzień później na cmentarzu Santa Ifigenia w Santiago de Cuba.